# Liste des ducs de Västergötland
Depuis le XVIe siècle, plusieurs princes ont été créés duc de Västergötland (en suédois, Hertig av Västergötland) par les rois de Suède successifs. Nominal depuis 1772, ce titre se transmet aussi à l’épouse du prince, qui est ainsi une duchesse consort.

## Liste des ducs et duchesses de Västergötland

### Maison de Bjelbo
Sous la maison de Bjelbo, un prince a porté ce titre :
1. le prince  Erik Magnusson (1282-1318), de 1302 (titré aussi duc de Svealand, de Södermanland, de Värmland, de Dalsland  et d'Halland du Nord (sv)) à sa mort (par Birger Magnusson)[1] 
 titre transmis à son épouse, la princesse Ingeborg Hakonsdatter (1301-1361), en tant que duchesse consort, de son mariage, en 1312 à 1326 ;

#### Armoiries

Armoiries du prince Eric.

### Maison Bernadotte
Sous la maison Bernadotte, deux princes  et deux  princesses ont porté et porte ce titre :
1. le prince Charles de Suède et de Norvège (1861-1951), de 1861 (par Charles XV) à sa mort ; 
 titre transmis à son épouse, la princesse Ingeborg de Danemark (1878-1958), en tant que duchesse consort, de son mariage, en 1897 à  1958 ;
2. la princesse héritière Victoria de Suède (1977), depuis 1980 (par Charles XVI Gustave) ;
 titre transmis à son époux, le prince Daniel (1973), en tant que duc consort, de son mariage, en 2010 ;

#### Armoiries

Armoiries de Charles de Suède et de Norvège de 1861 à 1905.
Armoiries de Ingeborg de Danemark.
Armoiries de Victoria de Suède
Armoiries de Daniel de Suède